# Forggensee
Forggensee este un lac situat la nord de Füssen în districtul Ostallgäu din Bavaria (Germania). Unul din multele lacuri din regiunea în care se află castelele Hohenschwangau și Neuschwanstein, Forggensee este al cincilea cel mai mai mare lac din Bavaria, cu o suprafață de 15,2 km². Râul Lech curge prin el. Forggensee este cunoscut în primul rând ca o destinație turistică pentru sporturi acvatice și recreere. Lacul oferă condiții ideale pentru surfing, navigație, pescuit și plimbări cu barca. Lacul este populat cu știucă, păstrăv și anghilă. Două nave navighează pe lac pe două rute diferite.
Forggensee este un lac creat de mâna omului. El a fost realizat în 1954, atunci când râul Lech a fost îndiguit pentru prima dată pentru a crea lacul Lechsee. Opțiunea de a lăsa apa în și în afară reduce riscul de inundații atunci când zăpada se topește primăvara și reglementează fluxul de apă la hidrocentrala situată pe râu.